# Thylactus zuberhoferi
Thylactus zuberhoferi är en skalbaggsart som först beskrevs av Thomson 1878.  Thylactus zuberhoferi ingår i släktet Thylactus och familjen långhorningar.
Artens utbredningsområde är:
- Gabon.
- Ghana.

Inga underarter finns listade i Catalogue of Life.